# 賈欣惠
賈欣惠（1979年2月10日—），台灣演員，婚後定居香港。

## 主持
- 台視－快樂Sunday
- 中視─世界非常奇妙
- 華視─綜藝向前衝、群星會鐵人、非常Match
- 超視－超級Y人類

## 戲劇演出
- 1999年 華視-《台灣靈異事件》鬼面 飾演 欣欣
- 2000年 華視-《麻辣鮮師》飾演 童雅容老師一角
- 2005年 八大電視-《惡靈05》飾演 白蒂
- 2006年 中視&中天-《國光異校》飾演 程玉晶
- 2011年 中視-《料理情人夢》飾演 蘇珊
- 2011年 華視&東森-《真心請按兩次鈴》飾演 小宏的媽媽
- 2011年 中視-《戀夏38℃》飾演 陳淑芳

## 電影
- 2010年 老徐的完結篇
- 2018年 切小金家的旅館 飾 小金舅母

## 廣播
- 亞洲電台－《非常八釐米》
- 古都電台－《夢公園》

## 著作
- 8天玩紐約
- 時尚倫敦

## MV
- 任賢齊-小雪

## 外部連結
- 賈欣惠的Facebook專頁

## 資料來源
1. ↑  
「婚前開葷」金融富商　41歲賈欣惠遠嫁香港近況曝 （页面存档备份，存于） 2021/01/19 TVBS